# Rodolfo Sánchez López
Rodolfo Sánchez López (n. Miranda de Ebro, Burgos; 23 de abril de 1951) es un exboxeador español.
Fue campeón de Europa superpluma en 1979. Su hermano Fernando "Chino" Sánchez, también boxeador, fue campeón de Europa en superligero.

## Carrera profesional
El 29 de mayo de 1971 celebra su primer combate como profesional en su ciudad natal ante Julián González. 
Se proclama por primera vez campeón de España superpluma el 7 de mayo de 1975 en Miranda de Ebro ante Miguel Molleda.
Pero su combate más famoso fue el acontecido el 3 de junio de 1979, en Miranda de Ebro, cuando se proclamó campeón de Europa de los pesos superpluma al vencer al español Carlos Hernández. Cuatro meses más tarde, el 6 de octubre en 1979, revalida su título de campeón de Europa en Bilbao al vencer al francés Charles Jurietti.
Su último combate lo disputó el 30 de abril de 1982 en Colonia (Alemania) ante Rene Weller.
Durante su carrera profesional, Rodolfo Sánchez disputó 73 combates, de ellos ganó 51 (10 por KO), perdió 15 e hizo 7 combates nulos.

### Palmarés
- Títulos de España
  - 7 de mayo de 1975, en Miranda de Ebro, vence a Miguel Molleda.
- Títulos de Europa
  - 3 de junio de 1979, en Miranda de Ebro, vence a Carlos Hernández.
  - 6 de octubre de 1979, en Bilbao, vence a Charles Jurietti.